# Подозёрский
Подозёрский — село (до 2004 года — посёлок городского типа) в Комсомольском районе Ивановской области России. Административный центр Подозёрского сельского поселения.
Расположен в 25 км к северу от железнодорожной станции Комсомольск (конечный пункт ж/д ветки от города Иванова).
До областного центра г. Иваново — 50 км.
Общая площадь поселения 13656,9 Га, в том числе СПК «Подозерский» — 8786,4 Га; Подозерское торфопредприятие 4250,0 Га; земли поселения 620,5 Га, Численность населения более 1000 человек, на 2008 год.
21 августа — День села.

## История
Строительство посёлка Подозёрский началось в июле 1940 года, около Подозерского торфопредприятия, деятельность которого была тесно взаимосвязана со строительством ИвГРЭС (Ивановской Государственной Районной ЭлектроСтанции), работы по строительству велись Подозерской строительной конторой.
В 1944 году был добыт первый торф.
Первоначально вывозка торфа производилась гужевым транспортом.
В 1946 году до Подозёрского торфопредприятия вступила в строй линия узкоколейной железной дороги (КОМСОМОЛЬСКОГО ТРАНСПОРТНОГО УПРАВЛЕНИЯ).
В 1963 году в посёлке был построен цех по выпуску токарных твердосплавных резцов, но в настоящее время не действует. Всё давно в запустении. Так же в советский период работало отделение Ивановского рыбокомбината и 98 гектаров прудовых площадей, где выращивался карп.
После 1991 года большая часть, а именно 90 процентов узкоколейки была уничтожена. Прекратилась перегрузка торфа на широкую колею в Новом Леушине, прекратилось движение пассажирских поездов. Почти все линии были разобраны, рельсы были проданы в качестве металлолома. Приблизительная дата ликвидации магистрального хода Новое Леушино — Комсомольск — Обедово (посёлок Октябрьский) — 1995 год.
По состоянию на 1997 год, имелись действующие участки:
— вблизи посёлка Подозёрского,
— вблизи посёлка Октябрьский (станция Обедово) протяжённостью около 2 километров,
— на Тейковском торфопредприятии, вблизи посёлка Новое Леушино — протяжённостью около 3 километров.
На данных участках производилась вывозка торфа от торфомассивов до поселковых котельных, работавших на торфе.
На Подозёрском торфопредприятии имелось два направления узкоколейной железной дороги:
— на юг (до Большого Писцовского торфомассива),
— и на восток (до торфомассива Бурдиха).
Все линии к северу от посёлка Подозёрский были разобраны. Приблизительно в 2001 году участки узкоколейной железной дороги вблизи посёлков Новое Леушино и Октябрьский были разобраны.
В 2002 году был разобран восточный участок узкоколейной железной дороги на Подозёрском торфопредприятии — от посёлка Подозёрский до торфомассива Бурдиха.
С этого времени от некогда гигантской сети Комсомольского транспортного управления остался последний небольшой участок — линия, связывающая посёлок Подозёрский с Большим Писцовским торфомассивом.
С 2004 г. линии севернее Подозёрского не используются и постепенно зарастают травой. В районе переезда трассы Тейково•Ильинское-Хованское рельсы были накатаны, в сторону Подозёрска шёл неплохой путь (Р-24, сварные стыки, самодельные шпалы).
В Подозёрском на пяти путях стоят полтора десятка старых ТСВ, на территории котельной — ЭСУ-2А без мотора. Производится вывозка торфа с болота в районе Обедова на поселковую котельную. В Подозёрском есть также брикетный завод постройки 1985 г. (в настоящее время не работает). Ежедневно в 16 часов на торфоразработки ходит ЭСУ, по будням — за рабочими, по выходным — меняет сторожа.
Закрыта в июле 2009 г.

## Экономика
- Сельскохозяйственное предприятие СПК «Подозерский»
- Добыча фрезерного торфа (несколько лет назад остановлена)

## Фотографии

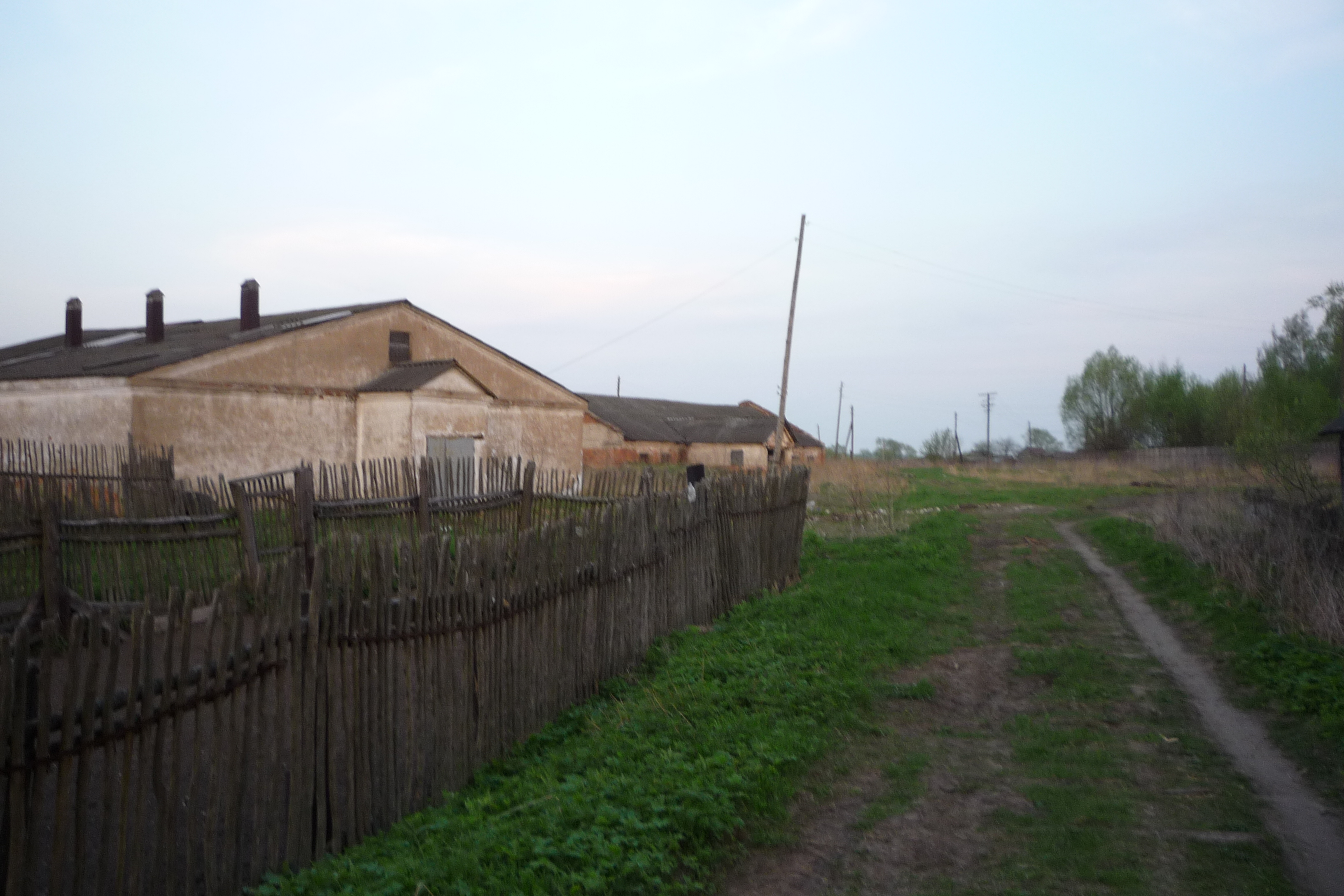
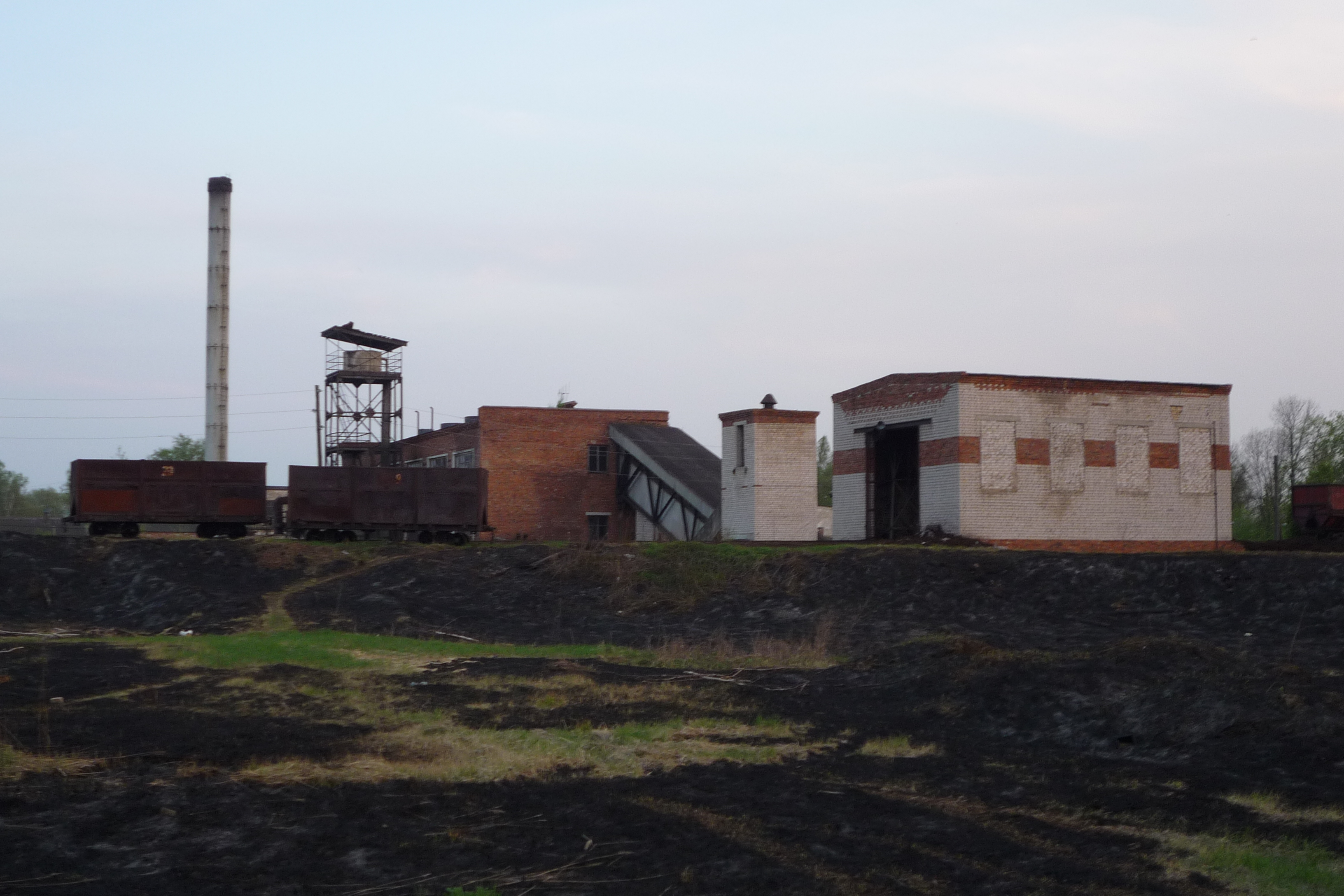
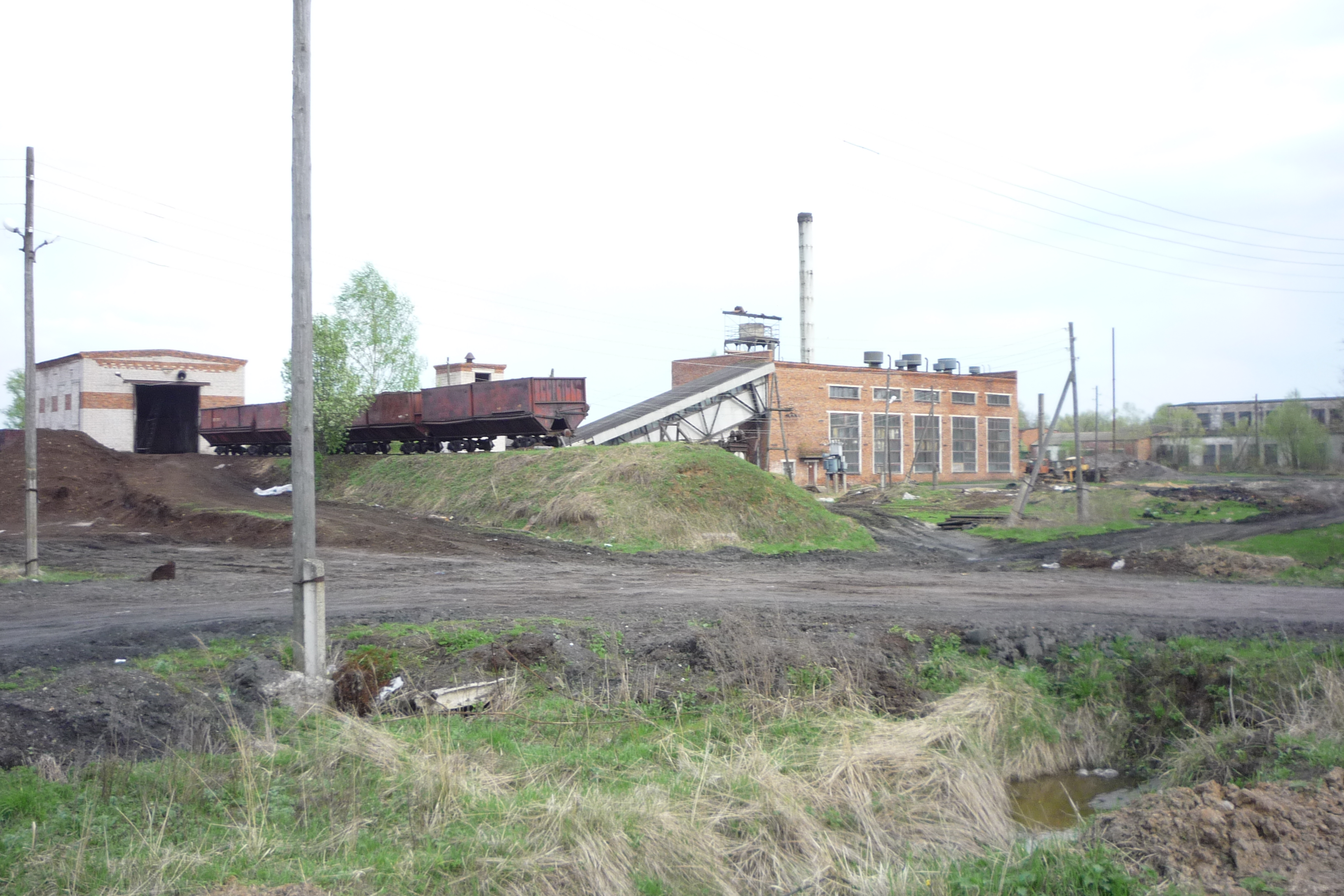
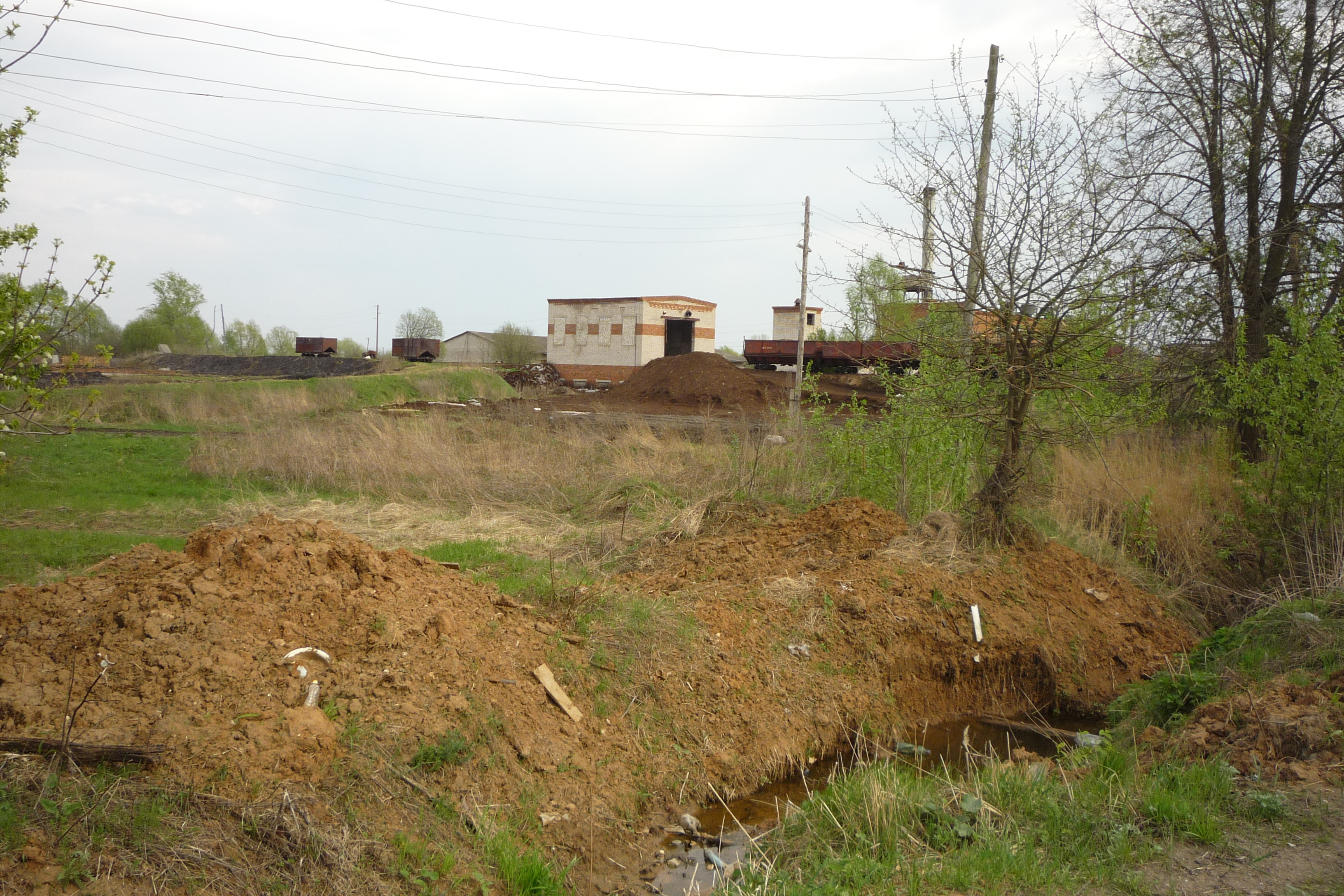
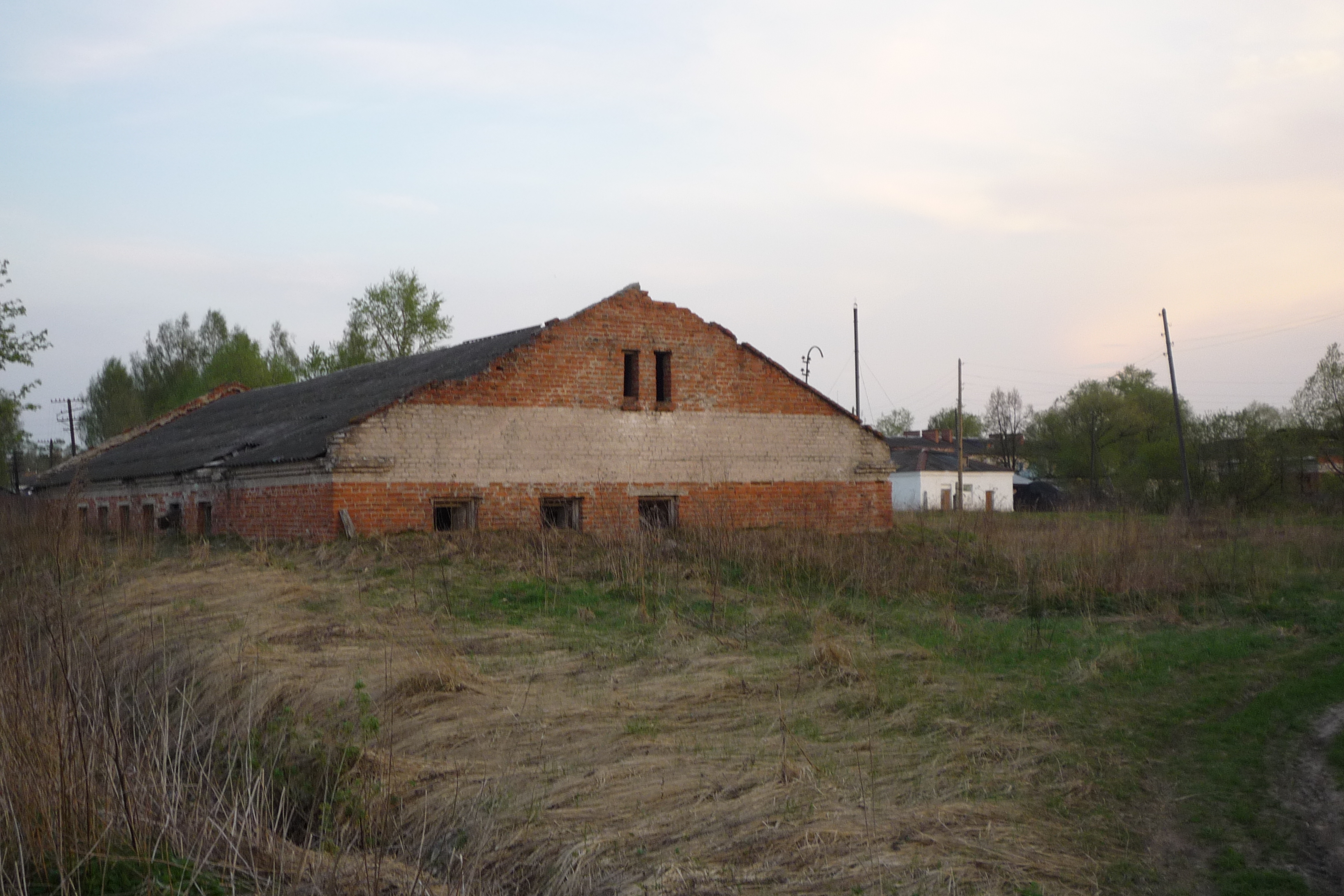
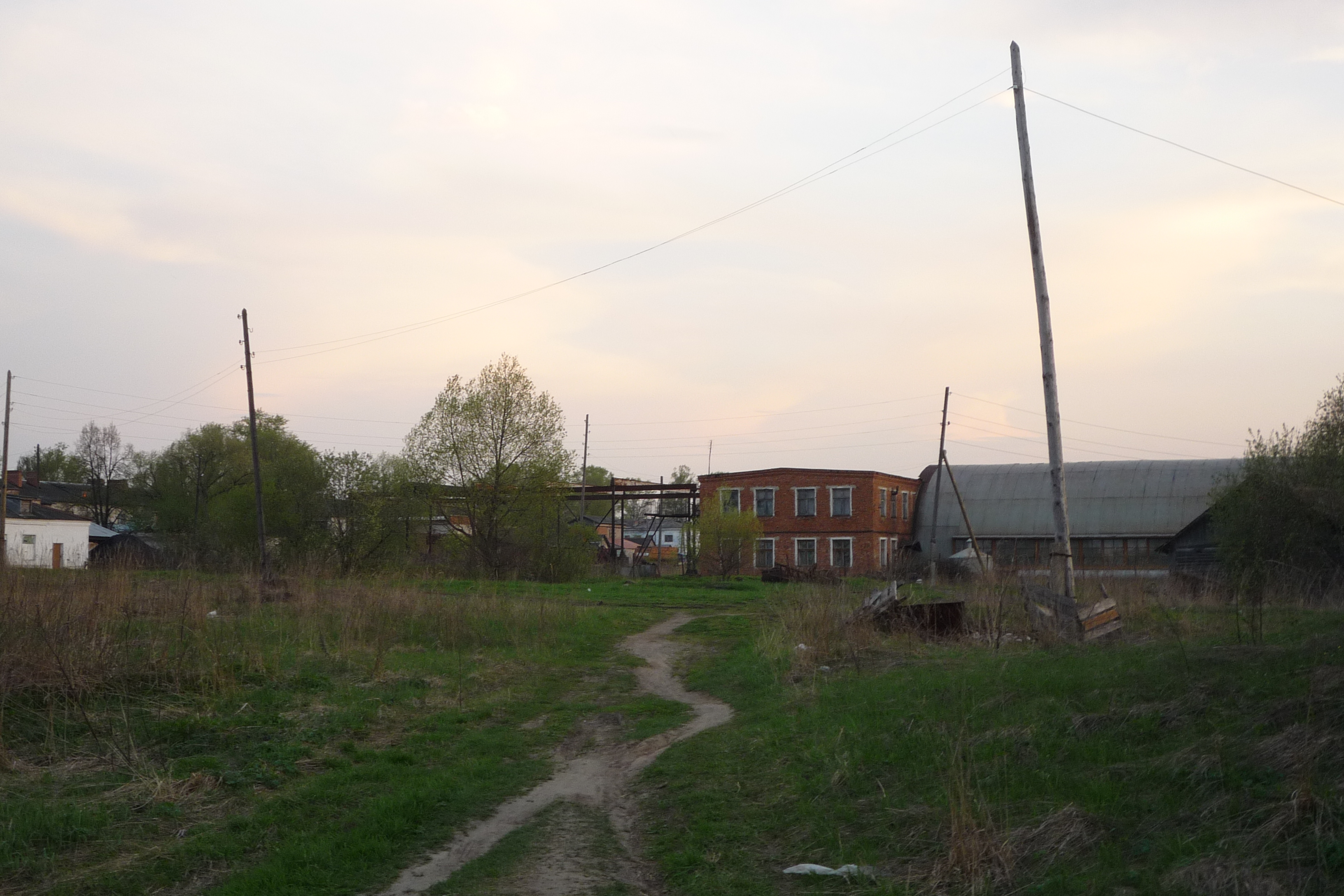
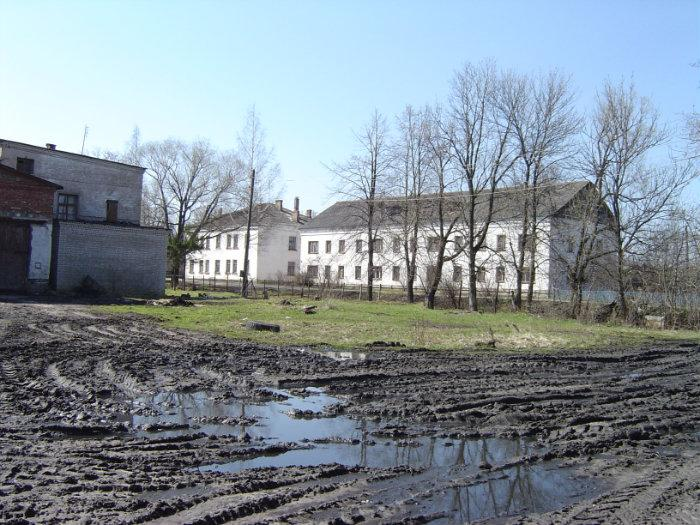
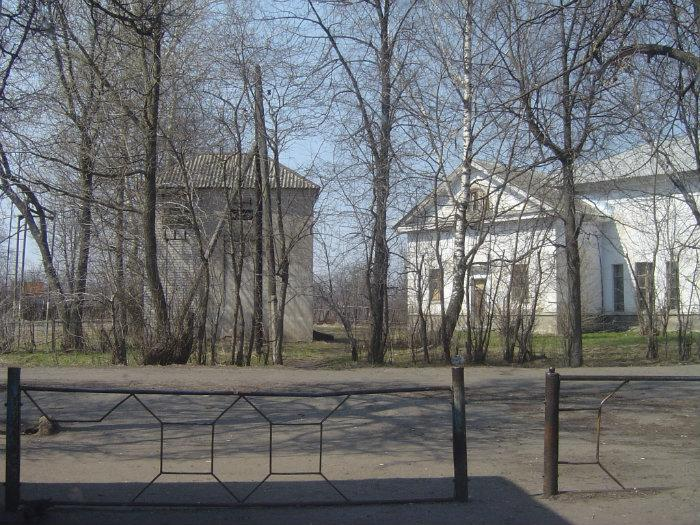
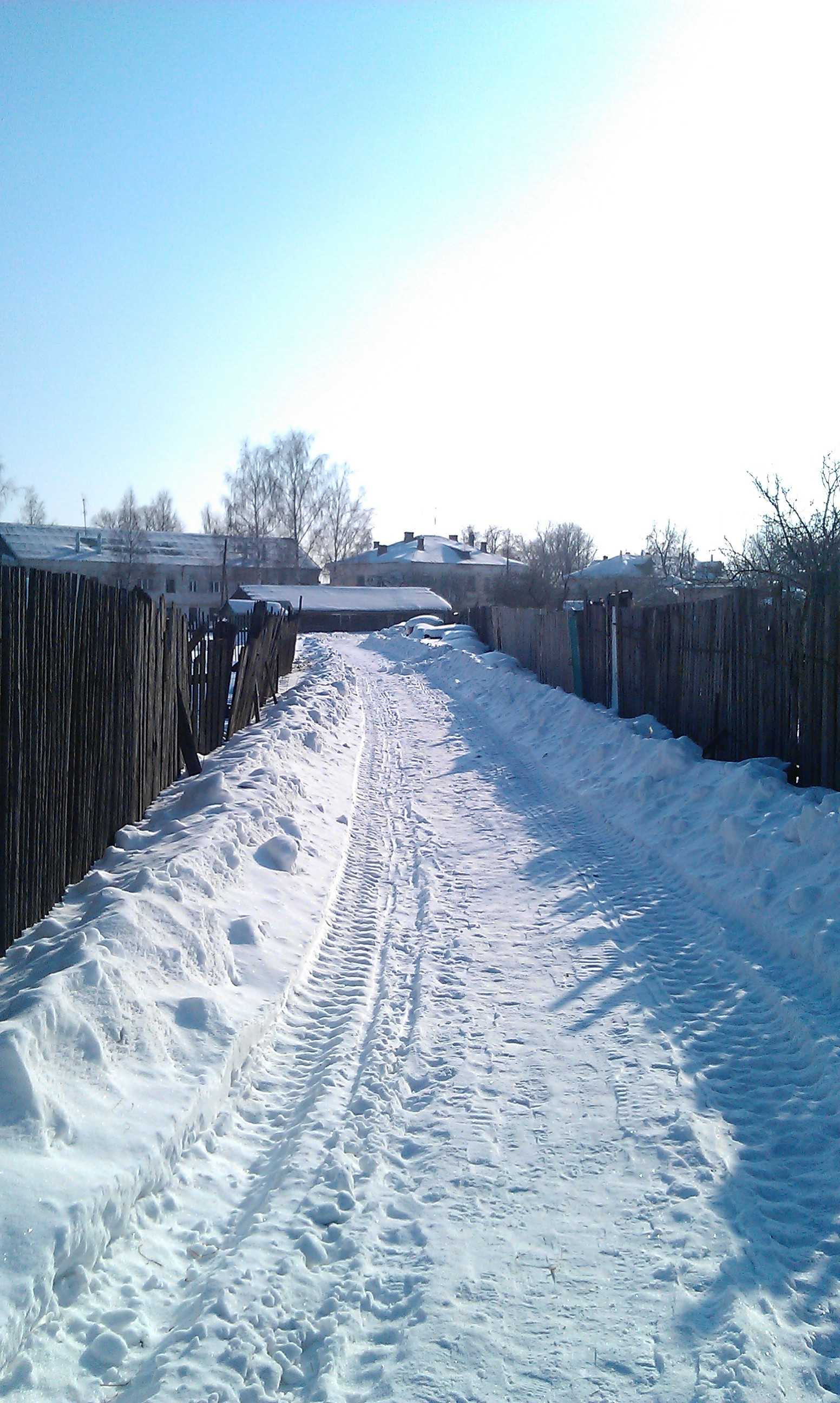
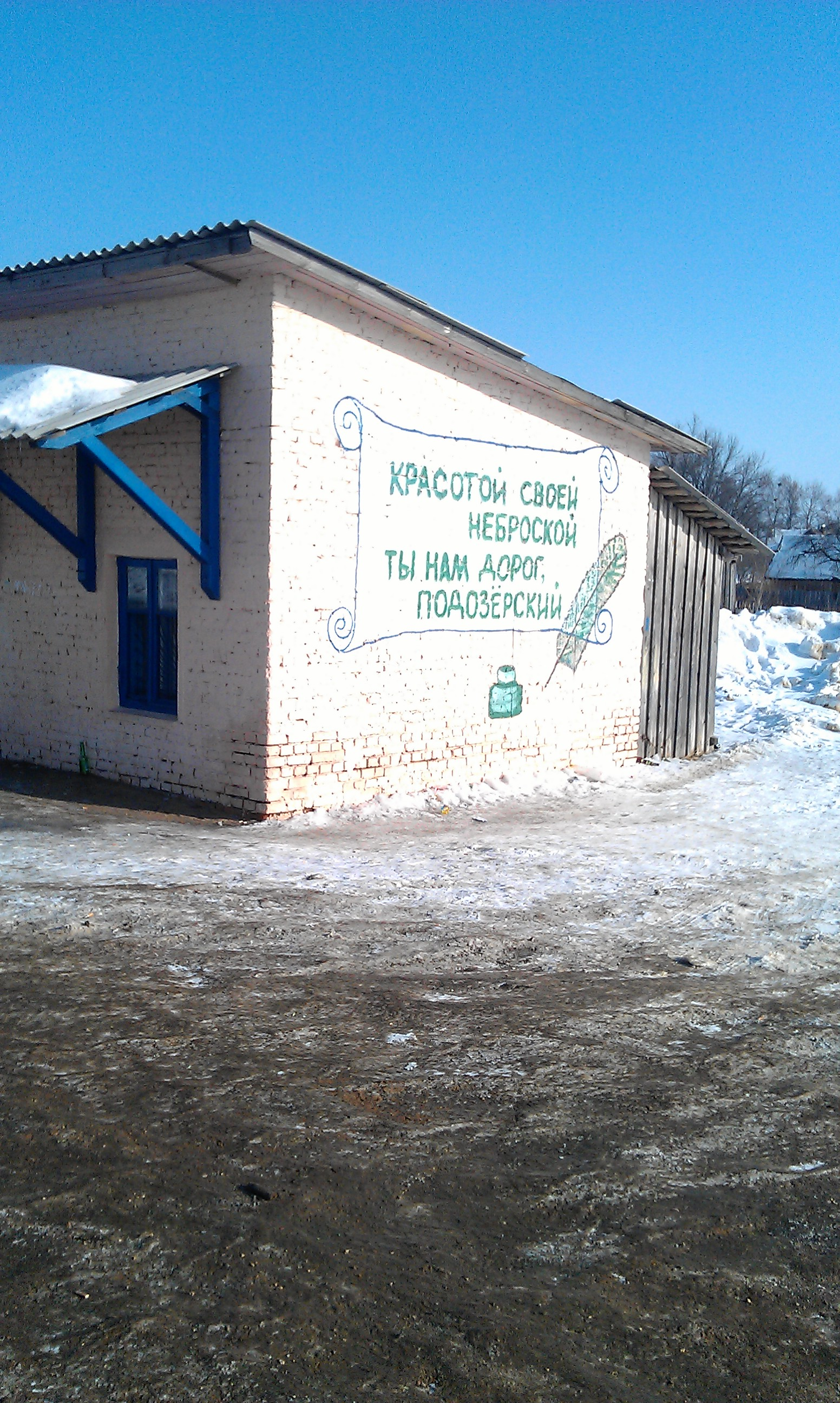

## Население
| 1979 | 1989  | 2002  | 2010  |
| ---- | ----- | ----- | ----- |
| 1504 | ↘1371 | ↘1160 | ↘1067 |